# Achterruitreclame

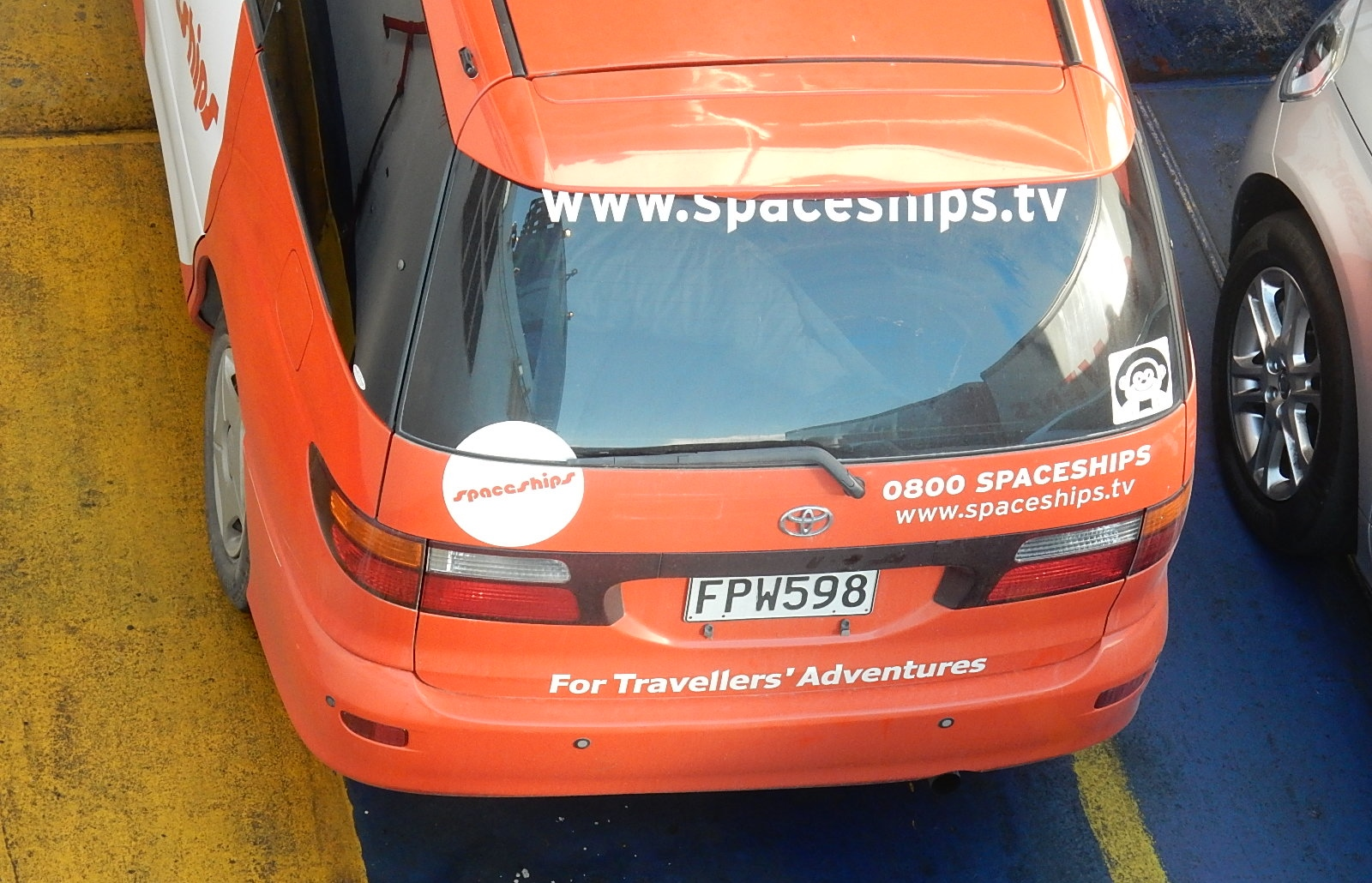
Achterruitreclame

Achterruitreclame is een vorm van reclame waarbij particuliere auto's ingezet worden om reclame te maken voor een bepaald bedrijf of doel. De particuliere autobezitter krijgt voor de deelname aan de reclamecampagne een vergoeding, er zijn verschillende reclamebureaus die deze vorm van buitenreclame aanbieden.
Een variant hierop is het inzetten van de bedrijfsauto's van een bepaald bedrijf.